# Cellophane Suckers
Die Cellophane Suckers sind eine deutsche Garage-Punk-Band aus Köln.

## Geschichte
Die Punk-’n’-Roll-Band Cellophane Suckers wurden 1993 in Bergisch Gladbach gegründet. Drei Jahre später war nicht nur der Umzug nach Köln vollzogen, es wurde auch die Debüt-LP Burning Miss City veröffentlicht.
In den nächsten Jahren folgten viele nationale und internationale Konzerte mit Szenemitstreitern wie Dumbell, The Moorat Fingers oder Jet Bumpers. Mit letzteren wurde 1997 auch die gemeinsame EP Let's Rock veröffentlicht. 1998 wurde das zweite Album Hell Yeah! veröffentlicht. Gemeinsame Konzerte mit Genregrößen wie Gluecifer und Hellacopters folgten.
Nach dem dritten Album Too Much Temptation nahm die Band (gegen die Backwood Creatures) an dem TV total Punk Rock Contest teil, bei dem sie sich als Sieger erwiesen.
Zwischen 2004 und 2007 nahm Gitarrist Moroder eine Auszeit, veröffentlichte aber mit der Band Damagers eine Single und ein Album. Die Cellophane Suckers machten in diesem Zeitraum mit dem Gitarristen Glen Ravioli (ehemals bei Dumbell, später bei Black Sheriff) weiter und veröffentlichten 2004 das Album Can't Say No. Zur gleichen Zeit wurde die Band von Stefan Mohr an der Orgel unterstützt, so zu hören auch auf dem 2008er Album Bonjour Mon Capitain. Seit 2009 sind die Cellophane Suckers wieder ohne Organist in ihrer ursprünglichen Fünf-Mann-Formation unterwegs.
2010 wurde das Album One in a Zoo veröffentlicht.
Ein Großteil der veröffentlichten Werke wurden vom Schlagzeuger der Gruppe Christoph Rath aufgenommen, produziert und gemischt.

## Diskografie

### Alben
- 1996: Burning Miss City (LP Arm Records)
- 1998: Hell Yeah! (CD Subway Records, LP Radio Blast)
- 2001: Too Much Temptation (CD Subway Records, LP Radio Blast)
- 2004: Can't Say No (CD/LP Subway Records)
- 2008: Bonjour Mon Capitain (LP High Noon Records)
- 2010: One in a Zoo (CD/LP High Noon Records / CargoRecords / Beast Records)
- 2016: White Pants, White Heat. (LP High Noon Records / Beast Records)
- 2019: Ghostrider B.R.D. (LP High Noon Records / Beast Records)

### Singles und EPs
- 1997: Lovin' You Ain't No Crime (7" Radio Blast)
- 1997: Let's Rock (Split 7" New Lifeshark Records)
- 1998: Schweinhund EP (7" Saddle Tramp)
- 1999: I've Been in Love (7" Fanboy)
- 2000: Active Detective (Split 7" Active Detective)
- 2000: Solution Prostitution (7" High Noon Records)
- 2002: Want a Man (7" High Noon Records)
- 2014: Saturated / My Pal (7", High Noon Records / Ghost Highway)

### Beiträge zu Kompilationen (Auswahl)
- 1996: Hits, Haldol...
- 1997: Straight Into Action
- 1997: Weired, Waxed and Wired!
- 1998: Instant Assholes
- 1999: Unexpected Flying Objects
- 2000: Motormania
- 2001: Alpha Motherfuckers
- 2004: Here's Fifty Bucks